# A una legua
 A una legua  es una película documental de Argentina filmada en colores dirigida por Andrea Krujosky sobre su propio guion  que se estrenó el 20 de junio de 2019 y tuvo como protagonista al folklorista Camilo Carabajal, que habla, entre otros temas, del bombo, un instrumento musical que nació como medio de comunicación capaz de ser oído a una legua de distancia, propiedad esta que oigina el título del filme.

## Sinopsis
Camilo Carabajal, integrante de una reconocida familia de músicos folclóricos, recorre su vida y su obra a través de su pasión por el bombo y sus ansias de fusionar la música telúrica con la tecnología digital y refiere su proyecto de fabricar el ecobombo a partir del reciclaje de bidones de agua, de manera de evitar la tala de ceibos.

## Críticas
Adolfo C. Martínez en La Nación opinó:

”Camilo Carabajal…recorre… su vida y su obra a través de su pasión por el bombo y sus ansias de fusionar la música telúrica con la tecnología digital. Así transita por diversas provincias argentinas donde, y de la mano de otros artistas y luthiers, entre ellos, Cuti Carabajall, Vitillo Ávalos y Egle Martin, se embarca en un emprendimiento musical y ecológico en el que el bombo, instrumento ancestral, se convierte en un elemento que se ubica a la vanguardia de la fusión estética….film, cálido y amable.”

Eduardo Alfonso Elechiguerra en el sitio web Asalallena.com opinó:

”Hay una inquietud creativa y profunda dinamizando el documental…Antes de transcurrida la mitad de la obra, ya Camilo Carabajal e Ingrid Schönenberg…han hablado de su proyecto de bombos hechos con bidones de agua reciclados, han hecho un concierto en el Centro Cultural Recoleta, se han reunido con un científico que nos habla del Himno Nacional Argentino… han investigado sobre la reforestación de ceibos, pues es con la madera de estos árboles que se hacen los bombos; y se han reunido con el último de los hermanos Ábalos, Víctor, para hablarles de su proyecto. Tanta agilidad creativa diluye el foco de la película en una serie de anécdotas que, pareciera, podrían haber sido más explayadas en una miniserie de episodios breves o en un proyecto trans-media.”

Gaspar Zimerman en Clarín opinó:

”El proceso de desarrollo del ecobombo -pergeñado por Carabajal junto con su mujer, Ingrid Schönenberg- es la excusa… para mostrar el diálogo entre las viejas y las nuevas generaciones de músicos, así como la cocina de la manufactura del instrumento característico de Santiago del Estero….También dialoga con los artesanos santiagueños que se dedican a la elaboración del bombo legüero… que encuentra en estos tramos sus momentos más cautivantes….En cambio, pierde un poco el rumbo cuando se aparta del pretexto aglutinante del ecobombo y se adentra en aspectos de la vida de Carabajal que son curiosos pero no terminan de cuajar con el resto de la narración.”